# Amruta Subhash
Amruta Subhash (Mumbai, 13 maggio 1979) è un'attrice indiana.

## Filmografia parziale

### Cinema
- Shwas, regia di Sandeep Sawant (2004)
- Firaaq, regia di Nandita Das (2008)
- Valu, regia di Umesh Vinayak Kulkarni (2008)
- Contract, regia di Ram Gopal Varma (2008)
- Vihir, regia di Umesh Vinayak Kulkarni (2009)
- Gandha, regia di Sachin Kundalkar (2009)
- Masala, regia di Sandesh Kulkarni (2012)
- Balak Palak, regia di Ravi Jadhav (2013)
- Killa, regia di Avinash Arun (2014)
- Island City, regia di Ruchika Oberoi (2015)
- Raman Raghav 2.0, regia di Anurag Kashyap (2016)
- Gully Boy, regia di Zoya Akhtar (2019)
- Choked: Money Talks (Choked: Paisa Bolta Hai), regia di Anurag Kashyap (2020)

### Televisione
- Selection Day (2018)
- Sacred Games (2019) - Web Serie

## Premi
- Filmfare Awards
  - 2020: "Best Supporting Actress" (Gully Boy)
- Filmfare Awards Marathi
  - 2015: "Best Supporting Actress"